# Vladislav Šajachmetov
Vladislav Nail'evič Šajachmetov (in russo Владислав Наильевич Шаяхметов?; Revda, 25 agosto 1981) è un ex giocatore di calcio a 5 ed ex calciatore russo, miglior giocatore dei Futsal Awards nel 2007.

## Carriera

### Club
Šajachmetov ha iniziato la carriera nel club di calcio del Ural con il quale otterrà solo 2 presenze. Dopo la stagione 2001, disputata tra le file del Uralec, dove ha giocato 15 partite e segnato 7 goal, Vladislav decide di cimentarsi nel calcio a 5 accettando la proposta del Sinara con il quale vince, nel 2007, una Coppa di Russia ma soprattutto, un anno più tardi, la Coppa UEFA. A cavallo di questo vincente biennio viene nominato miglior giocatore assoluto ai Futsal Awards. Nel luglio 2008 si trasferisce ai rivali della Dinamo Mosca con il quale vince tre Superliga nel 2011, 2012 e 2013 e 4 coppe di russia nel 2009, 2010, 2011, 2013. Inoltre, nella stagione 2011-12 ha raggiunto con i moscoviti la finale della Coppa UEFA. Nell'estate 2013 torna al Sinara dove rimarrà soltanto una stagione, segnando solo 4 reti. Nell'estate 2014 si trasferisce al Gazprom Jugra con il quale vince nella stagione di debutto l'ennesima Superliga.

### Nazionale
Šajachmetov ha debuttato nella Nazionale di calcio a 5 della Russia nel 2003; ha vinto l'argento nel 2005 e nel 2014 l'Europeo e un bronzo nel 2007 in Portogallo.

## Palmarès

### Competizioni nazionali
- Campionato russo: 5
Dinamo Mosca: 2010-11, 2011-12, 2012-13
Jugra: 2014-15, 2017-18
- Coppa di Russia: 9
VIZ-Sinara: 2006-07
Dinamo Mosca: 2008-09, 2009-10, 2010-11, 2012-13
Jugra: 2015-16, 2017-18, 2018-19
Noril'skij Nikel': 2019-20

### Competizioni internazionali
- Coppa UEFA: 2
Sinara: 2007-08
Jugra: 2015-16
- Coppa Intercontinentale: 1
Dinamo Mosca: 2013

### Individuale
- Futsal Awards: 1
Miglior giocatore assoluto: 2007